# Афанасий Затворник
Афанасий Затворник († ок. 1176) — инок Киево-Печерского монастыря. Святой Русской церкви, почитается в лике преподобных, память совершается (по юлианскому календарю): 28 сентября (Собор преподобных отцов Киево-Печерских Ближних пещер) и 2 декабря.
Киево-Печерский патерик рассказывает, что Афанасий был монахом строгой жизни, заболел и умер. Тело его омыли, приготовили к погребению, но так как он был очень беден, то монахи в небрежении не похоронили его, оставив лежать в кельи. Ночью игумену было видение и некто сказал ему — «Человек Божий этот второй день лежит непогребённым, а ты веселишься». Придя в келью игумен с братией увидели, что Афанасий сидит живой и плачет. На вопросы о случившемся он ответил:

Во всем слушайте игумена, во всякое время кайтесь, молитесь Господу Иисусу Христу, и пречистой его Матери, и преподобным Антонию и Феодосию, чтобы окончить вам жизнь здесь и сподобиться погребения в пещере, со святыми отцами. Вот три самые важные вещи из всего, если только исполнять все это по чину, не возносясь. Более не спрашивайте меня ни о чём, и молю вас простить меня.
— Патерик Киево-Печерский
После этих слов он ушёл в пещеру, стал затворником и ни с кем не разговаривая прожил в ней 12 лет — «плакал беспрестанно день и ночь, ел немного хлеба и чуть-чуть пил воды, и то через день». Скончался Афанасий около 1176 года и был погребён в Ближних (Антониевых) пещерах Киево-Печерского монастыря. После смерти прославился как чудотворец. Патерик рассказывает об исцелении от болезни ног монаха Вавилы, который, увидев во сне Афанасия, обещавшего ему исцеление, пришёл и обнял его мощи.